# Територіалізм

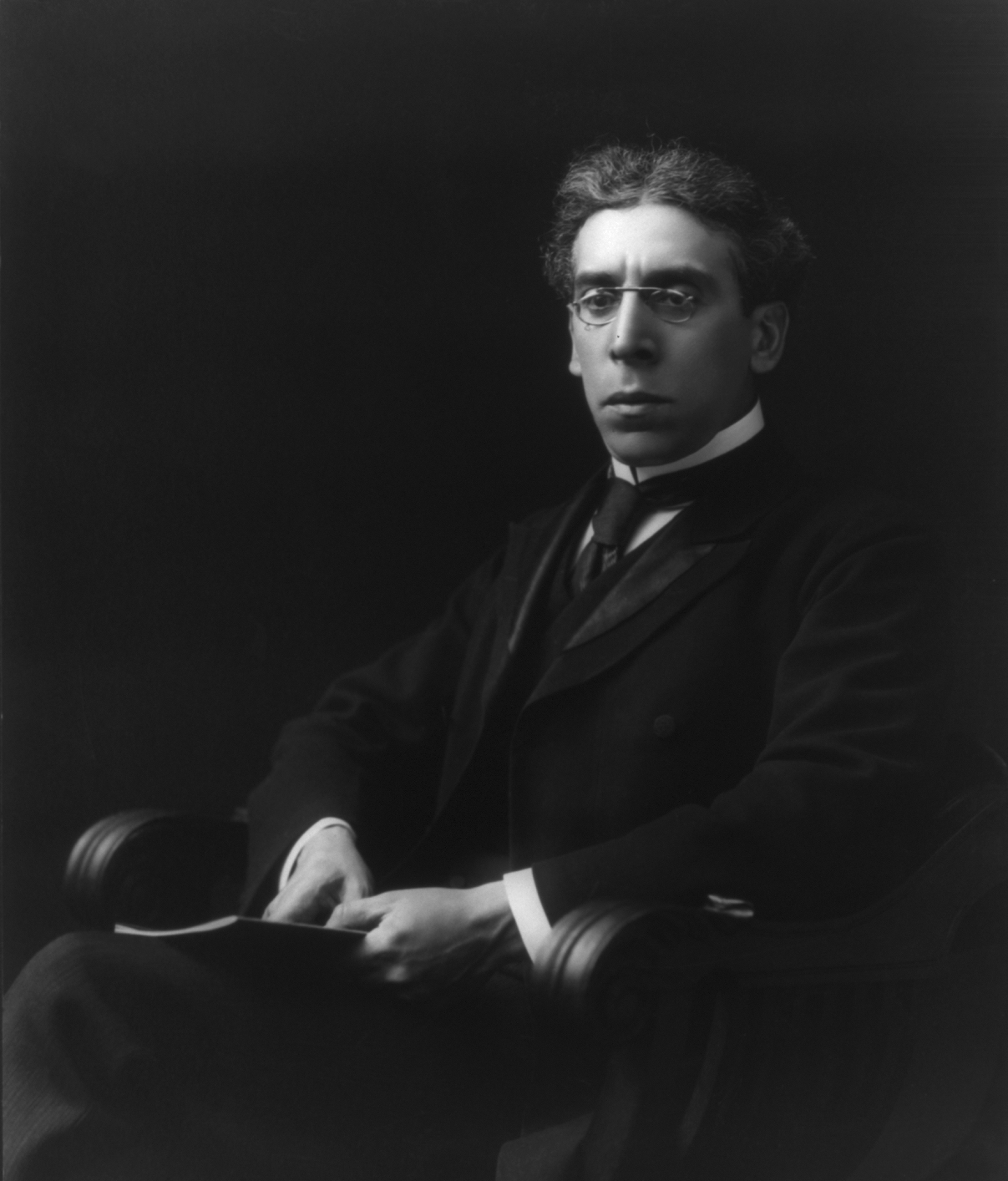
Ізраїль Загнгвіл фото 1905 року.

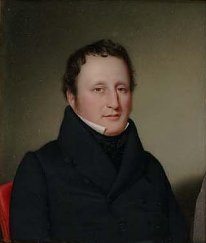
Мердохай Нова прабатько територіалізму євреїв

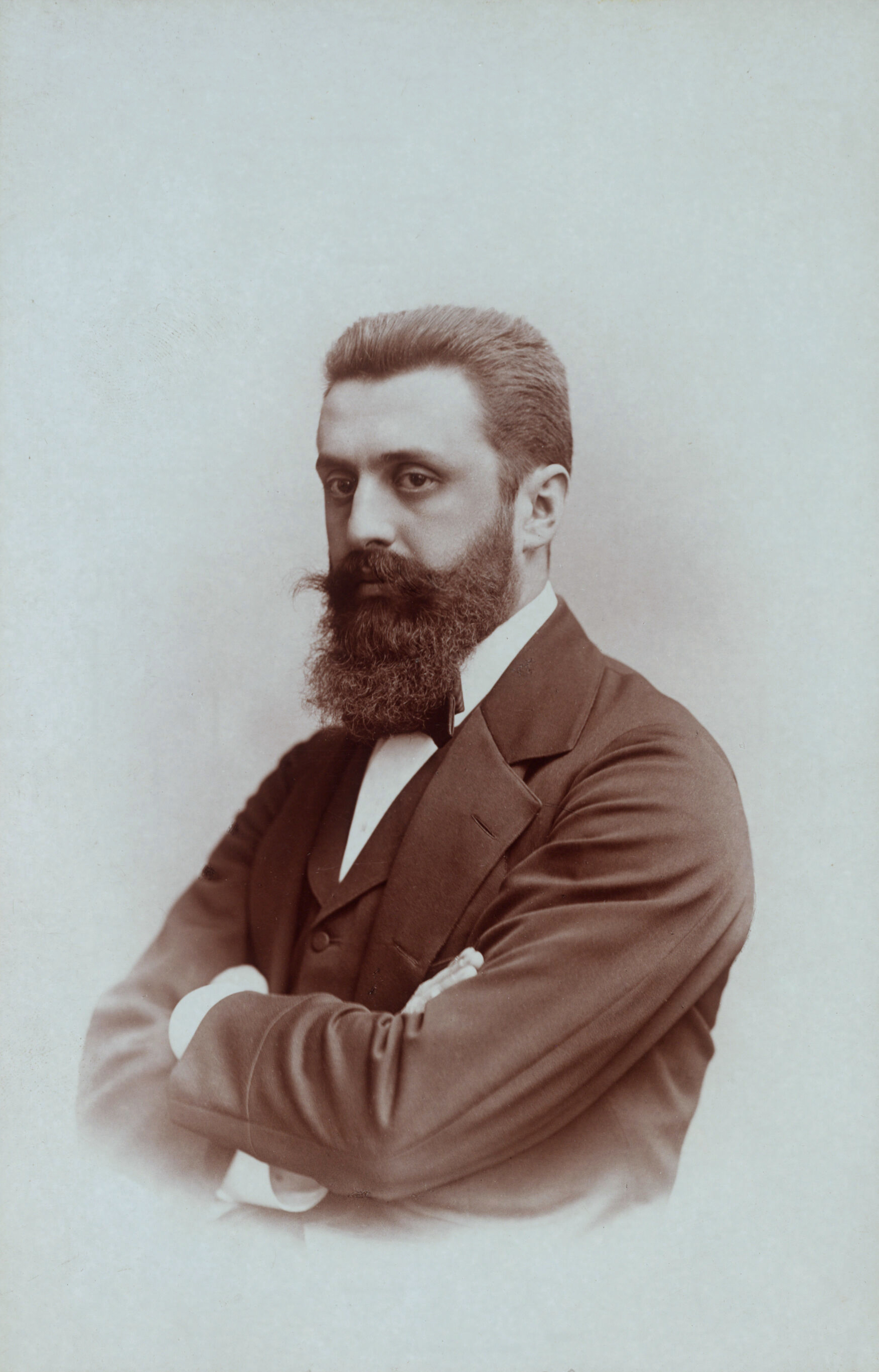
Теодор Герцль-засновник сіонізму, організатор міжнародної координації євреїв

Територіалізм— єврейський суспільний рух початку XX століття, який виник на VI сіоністському конгресі (1903) в зв'язку з питанням про переселення євреїв на територію британського протекторату Уганда (сьогоднішня Кенія), згідно запропонованою британським урядом особливою програмою.
Територіалісти, як і сіоністи, потребували створення єврейської держави із своєю територією, але, на відміну від сіоністів, не наполягали на тому, щоб ця держава знаходилась саме в Землі Ізраїльській. Вони зробили декілька спроб створення єврейських держав(ідеї не більше як колонії, кілька поселень) на території Канади,Австралії,Кенії та  Лівії. Коли VII сіоніський конгрес (1905), прийняв резолюцію про недопустимість про будь-якій колонізацію поза Палестини, але 28 делегатів-територіалістів вийшли із складу сіоністської організації. Це була відколовшася меншість з головою с І.Зангвілем протягом наступних 20 років розробляло (без значних успіхів) різноманітні плани переселення євреїв; деякі єврейські сім'ї на свій страх і ризик перебрались в Кенію (їх потомки живуть в кенійських містах до досі).
Помітними пропагандистами територіалізму були публіцисти Бен Адір (Авром Розін; 1878—1942) та Ісаак Штейнберг (1888—1957), колишній нарком юстиції РСФСР. Із появою в 1948 році держави Ізраїль рух територіалістів втратив смисл і згоріло на нуль.

## Передісторія
Попередниками перших територіалістів варто вважати Мордехая Ноа, доктора Лева Пінскера, але який більшу увагу та респектабельність Палестині перед іншою будь-якою країною, та ініціював рух «Am-Oilam», який був направлений на влаштування єврейських колоній в США на початку 1880-х років.
До попередників тероториалістів можна до частково зарахувати і Т. Герцля, який в своїй книзі «Єврейська держава» (1896,написаною у Вільні та яка була незначною за розміром-86ст) говорив не тільки про Палестину, але і про іншу країну, попередньо, віддаючи, перевагу Палестині. І навіть згодом Герцль принципово не відмовлявся від протекторату Уганда, який вважав, тимчасовим пунктом на шляху до Палестини і від ідеї якого відмовився. Проте Базельська програма (серпень 1897) говорила тільки про Палестину, і міністри вважали тому не потрібними всілякі припущення прο заміну Палестини будь-якою іншою країною.

## Історія
Ідея передачі євреям власної території в місцях, які не викликали гострих суперечок та міжнародного суперництва, була вперше висловлена британським міністром по справам колоній Д. Чемберленом в 1902 році: мова йшла про землі площею приблизно 13 000 квадратних кілометрів в британської колонії Уганда.

### VI сіоністський конгрес (1903)
На VI конгресі сіоністів в Базелі (1903) в зв'язку з пропозицією англійського уряду договору по оренді на Вад-эль-Аріш (область єгипетських володінь в північній частині Синайського півострова, яка мала кордон з південним кордоном Палестини і входила в склад древньої Палестини і на Уганду вперше був поставлено питання про гостру реальну колонізацію .
Після жорстоких спорів делегати конгресу прийняли рішення направити в Кенію своїх представників, щоб оглянути землі, які пропонували. Посланці конгресу вернулись із такими новинами про те, що запропоновані території мають непоганий клімат, але в них водиться безліч левів та інші жижі тварини, а місцеве населення не дуже дружелюбно ставиться до звісток і майбутніх поселенців. Після цього більшість сіоністів на чолі з Т.Герцлем остаточно стали впевненими в намірі побудувати єврейську державу в Палестині та ніде більше.

### VIΙ конгрес (1905)
На VΙΙ конгресі сіоністів в Базелі (1905) було підняте питання про територіалізм взагалі, та більшістю голосів було вирішено, що всякі територіалістські проєкти потрібно відкидати як такі які суперечать Базельській програмі; остання, проте була розширена в тому сенсі, що, крім Палестини, сіоністи прагнуть до колонізації в сусідніх з ними країнами

### «Єврейське територіалістичне товариство» (ЕТО)
Із делегатів VII сіоністського конгресу, які залишилися невдоволеними його рішенням про території, створилось «Єврейське територіалістичне товариство» (скор. ЕТО; англ. Jewish Territorial Organisation; JTO). З головою нової організації став Ізраєлл Зангвілл; в неї увійшли переважно англійські делегати VII-го конгресу, a також декілька російських представників.
Програма JTO постановляла:
1. Організація територіалістів прагне до купівель територій для євреїв, які не можуть і не прагнуть залишитися в тих країнах, де вони сьогодні живуть
2. Для досягнення цього територіалісти задаються ціллю:
  1. об'єднати всіх євреїв, які визнають 1-й § програми територіалістів;
  2. вступати в переговори з тими урядами і приватними установами, які можуть та готові уступити євреям територію;
  3. говорити до тих фінансових організації які можуть допомогти у питаннях, еміграції, робочі та всякі інші бюро, які потрібні для здійснення основної цілі територіалістів.

Територіалісти на своїх установчих зборах постановили, що їхнє товариство як таке не займає певної позиції по відношенню до сіонизму і дає своїм прихильникам можливість примкнути чи не примкнути до сіонізму. Територіалізм не прагне створити центр для всього єврейства, він завжди говорить лише про євреїв, які не можуть і не хочуть жити на своїх місцях і повинні тому емігрувати.

## Повний розрив із сіоністами
«Великий комітет» (Actions Comittée) сіоністів постановив, що ніхто з його членів не може бути тереторіалістом і ні одна сіоністська організація не може цілком входити в теротиріалістичну партію; відносно окремих членів всесвітньої сіоністської організації не було прийнято ніякого рішення.
Наступні два—три роки територіалісти та сіоністи вели один проти іншого запеклу боротьбу, згодом вона затихла, але навіть в 1912 році не завершилась остаточно.

## Діяльність товариства в 1906—1912 роки
В голові Єврейської теротиріалістичної організації (товариства) (ЄТО) знаходилася Інтенціональна рада, головою якої був з самого початку  Ізр. Зангвіл; членами ради були: Шпільман, Сульцбергер (Америка), І. Ясиновсткий, Макс Мандельштам (Росія), Люсьен Вольф (Англія), Ієреміас (Німеччина) та інші.
В 1906 році в Лондоні була проведена перша конференція ЄТО,— як пленарне засідання Інтернаціональної ради. Розглядався цілий ряд тереторіалістських проєктів та була створена «географічна комісія». Крім Уганди, яка визнавалися географічною комісією не провідною територією для колонізації євреїв, пішли на перегляд території Аргентини, Австралії, Болівії, Бразилія, Канада, Колумбія, Месопотамія, Невада, Айдахо, Парагваю, Родезія  та землі Кірнаїки
В 1907 р. англійська секція Інтернаціональної ради, яка складалися із 31 члена, випустила синю книгу, в якій рекомендувала Киренаїку як територію, можливу для колонізацією євреями (разом з Киренаїкою секція рекомендувала Месопотамію); в 1908 р. була відправлена експедиція в Киренаїку, вона висловлювалася про неї дуже негативно. Від Месопотамії, куди відправило експедицію і єврейське колонізаційне товариство, прийшлось відмовитися під час переговорів про уступку території євреям.
Ізр. Зангвіл заявив, що територіалізм виносить на перший план не політичну автономію, a колонізацію. В тих словах Зангвіла багато хто побачив подальший крок про відчуження територіалізму від сіонізму. Невдачі в прихильникам території дали поштовх прибічникам територіалізму сконцентрувати свою увагу на питання еміграції.
Приймаючи до уваги, що навіть у випадку придбання території на ній не можна буде відразу поселити дуже велику масу євреїв і що поки еміграція євреїв приймає все більше і більше ненормальний характер, територіалісти задались ціллю упорядкувати справу еміграції і почали розселяти євреїв з Нью-Йорку по південним штатам, де євреїв було дуже мало; особливо багато євреїв було ними відправлено в Техас, через Гальвестонську гавань ((Галвестон (Техас)). Для цієї задачі були відкриті бюро в Америці, Англії, Німеччині (Бремен) та Росії (Київ); субсидія була отримана від відомого банкіра Якова Шифа з Нью-Йорку, a також від паризького Ротшильда.
1911 року виноторговець Вільгельм Терло, родом з Рівного але мешкав у Лісабоні, запропонував до розгляду територіалістами південно-західну португальську колонію Анголу (Африка). Пропозиція зустріла жваві відгуки в Португалії та добре відношення сторони португальської влади і парламенту, які потребували оживлення своїх африканських колоній. В 1912 р. делегація територіалістів була прийнята засідателем португальського парламенту, і той остаточно прийняв спеціальний закон про Анголу в зв'язку з її можливим заселенням маси емігрантів:
- кожному новому колоністу на рівнині Бенгуела давали площу в 250 гектарів;
- Єврейському колонізаційному та еміграційному товариству влада зобов'язувалась видавати концесії на облаштування корисних для країни підприємств і т. д.;
- Євреї зобов'язувались вчити португальську мову та стати португальцями.

Проєкт Терло зустрів в цілому негативні та нейтральні та мало позитивних відгуків у єврейському речі, який не примкнув до територіалістів; вказувалось на те, що Португалія надто слабка країна і не зуміє захистити євреїв, вважали також Анголу країною яка не підходить в кліматичному відношенні і що євреї легко зможуть стати жертвою сусідніх племен. В 1912 р. в Анголу посилалась особлива експедиція.
До 1912 року число і, головне, кількість організацій територіалізму значно зменшилась; лише в Угорщині в 1912 р. прихильники руху прийняло багато нових членів завдяки агітації Макса Сабольци в газеті «Egyenloseg».

## Витоки Територіалізм. Перші ідеї

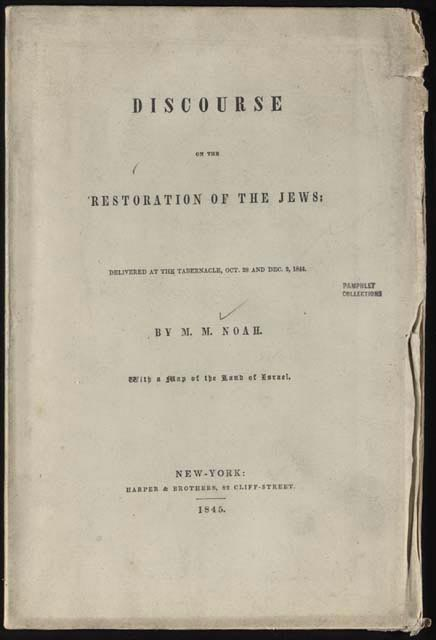
1844 Дискусія на тему повернення Євреїв хроблен M.М.Ноа9ом 1 сторінка

У 1825 році, практично без підтримки будь-кого, навіть його співгромадян, прабатько сучасного сіонізму намагався побудувати притулок для євреїв на Великому острові біля водоспаду Ніагара, місто отримало назву «Арарат», після гори Арарат, біблійне місце пристанку Ноєвого ковчега. Він придбав землю в Гранд Айленд за 4,38 долара за акр, щоб побудувати притулок для євреїв усіх народів . Він заклав той наріжний камінь, який називав «Арарат, місто притулку для євреїв», заснований Мордехаєм М. Ноєм у місяці Тишрі, 5586 (вересень 1825р.) на п'ятдесятому році американської незалежності ".
Ной також поділився думкою з іншими, що деякі з індіанських корінних жителів були з втрачених 1ц коліном племен Ізраїлю, з цього приводу він написав дискурс про докази щодо американських індіанців, що є нащадками втрачених племен Ізраїлю. У своєму "Дискурсі про Відновлення євреїв. Ніхто не проголосив свою віру в те, що євреї повернуться і відновити свою давню батьківщину і закликають Америку взяти на себе ініціативу в цій справі.

## Аргентина

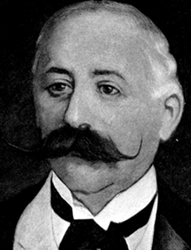
Барон Хірш

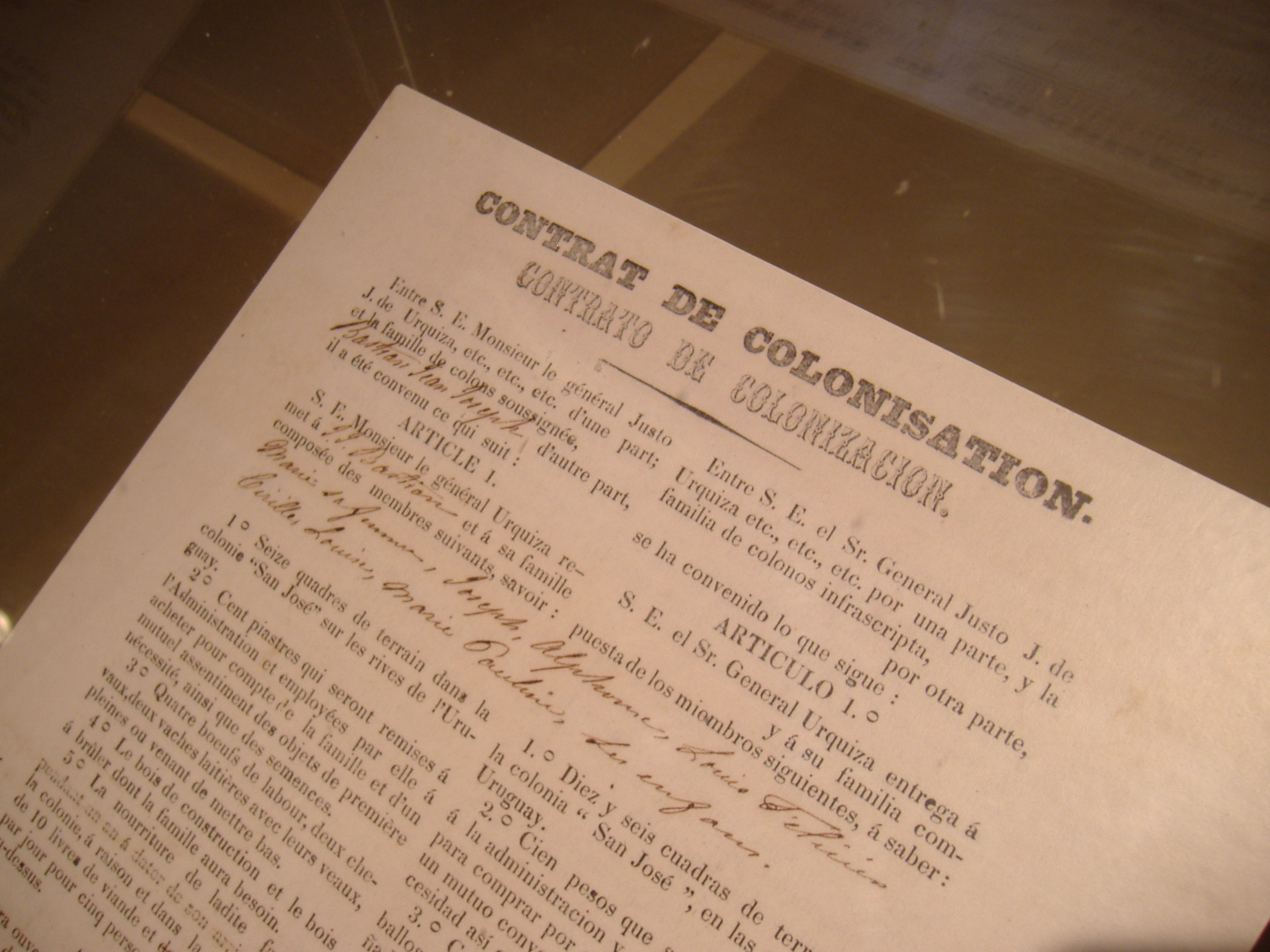
Копія контракту на колонізацію, що знаходиться в музеї історії San José, Entre Ríos.

З моменту 1890-х років барон де Хірш мав у своєму розпорядженні ставку на масовий виїзд євреїв д Аргентини. З цією метою він створив в 1891 році Асоціацію єврейської колонізації, яка придбала сто тисяч гектарів, на яких він розташував тисячі сімей. Мета асоціації— встановити до Аргентини міграції у розмірі три тисячі поселенців на рік.
Успіх цієї колонізації, не мав на меті створити державу і тому не був Барона не можна вважати сіоністом.
Сам Герцль виступив проти проєкту Хірша (обидва чоловіки поговорили про нього в 1895 році). Смерть Хірша в 1896 році багато в чому пояснює провал цієї компанії, що дозволила переселити в країну 35 тисяч осіб.
Тим не менш, Герцль ще в 1897 році згадував аргентинський варіант на противагу палестинських варіантів у своїй «Єврейській Державі» як при порівнянні при умові непередбачених обставини. Що ж стосується переселення євреїв д Аргентини, то вона буде продовжувалася принаймні до першої світової війни.
Однак Аргентина розраховувала на ідею створення євреїв великої "незайманої " країні, за межами Палестини.

### Колонія Лапін

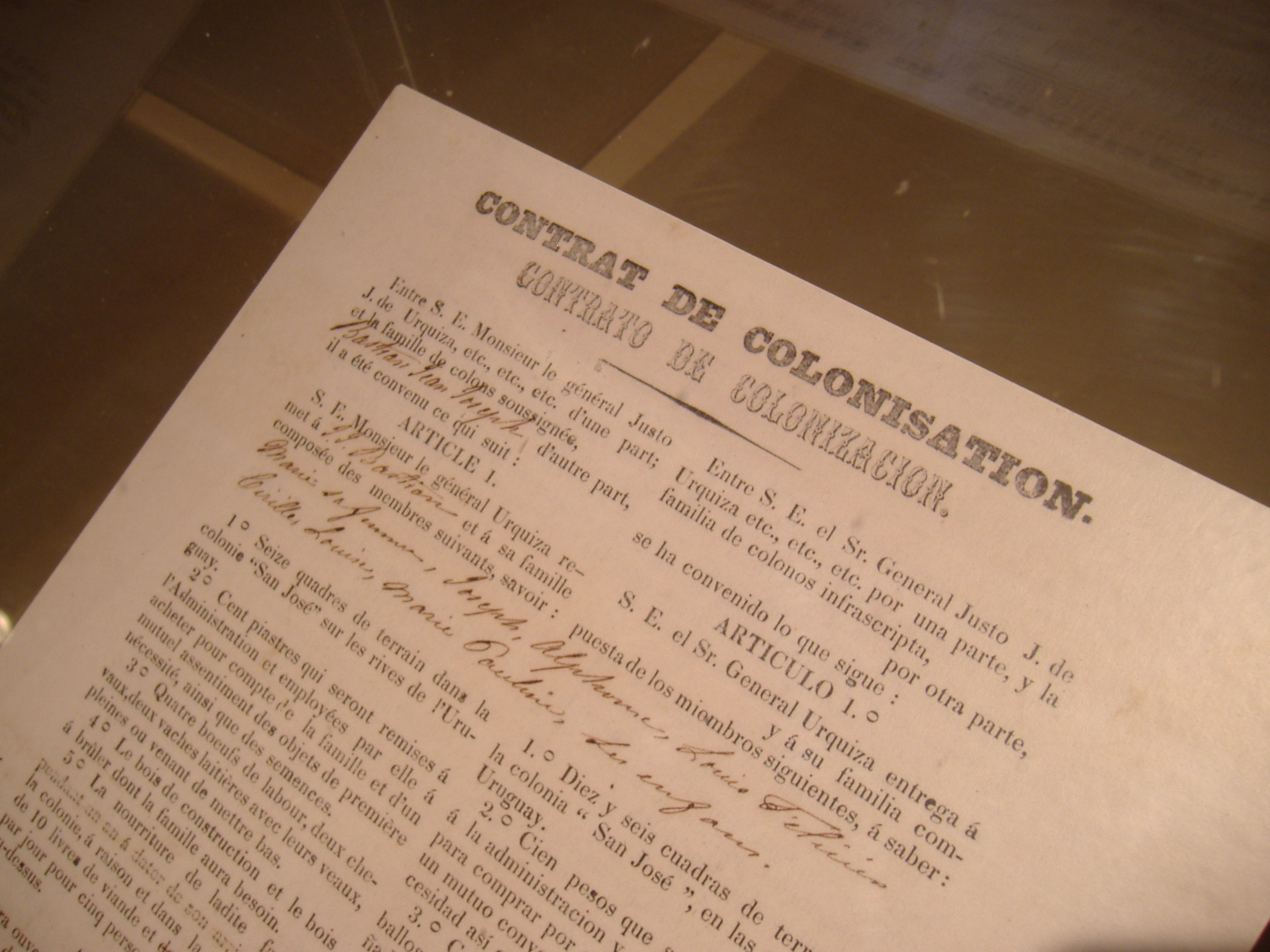
Копія Колонізаційного котракту, що зберігається в музеї San José, Entre Ríos.

6 листопада 1919р. Єврейські іммігранти заснували Колонію Лапін. Колонія Лапін спочатку була заселена двадцятьма п'ятьма сім'ями з Колонії Есмеральда (Бернасконі) у провінції Буенос-Айрес через несприятливі умови, з урахуванням клімату та відсутності питної води. Еусебіо Лапін, директор асоціації єврейської колонізації, розпочав колонізацію, яка задовольняла страждання усіх колоністів. Він зміг придбати 36 квадратних миль (93 км²) землі від барона Мориса де Хірша з Естаціо Рівера, яка перейшла до колоніста. Перша колонія була зареєстрована як Філіппсон №3, але її перші поселенці доклали зусиль, щоб назвати її «Колонія Лапін», як данина подяки до Еусебіо Лапіна.
У 1921 році прибуло ще декілька сімей, і колонія починає розпочатися і функціонувати нормально. Коли була заснована колонія, не існувало ні якиз служб, ні комерції. До 1921р. Значні економічні, соціальні та духовні потреби викликали закладення різних будівель, таких як початкова школа, єврейська школа, синагога та центр мистецтв, театр, бібліотека. Колонія існує і досі під тією ж назвою.

## План «Уганда»
У Рік 1903 році коли відбувся Кишинівський погром, а потім ряд інших погромів до Росії до 1906. Ця хвиля вбивств дала вирішальний імпульс до еміграція з Росії і від царату як в Північну Америку, так і в Західну Європу або, і меншою мірою, в Палестину.
Через ряд і антиєврейських виступів таких як Справа Дрейфуса,Права Бейліса і в правовому статусі євреї не були рівними з іншими європейцями
Домагання євреї були однією з причин, чому британський уряд та зокрема Чемберлен, запропонували в 1903 році Теодор Герцлю, можливість дати Всесвітній сіоніській Організації (OSM) частину її колонії Уганди, щоб створити єврейський національний дім з площею Шаблон:Одиниця, га плато Мау (що в даний час знаходиться в Кенії) має помірний клімат, терпимий для європейців.

## План по переведенню євреїв на Аляску
Доповідь Слетері (англ. Slattery Report)— документ Міністерства внутрішніх справ США, офіційно носив назву «Проблема розвитку Аляски» (англ. The Problem of Alaskan Development). Він був опублікований в 1940 році.

### Опис проєкту
В доповіді пропонувалося пришвидшити заселення Аляски за рахунок збільшення імміграції, і зокрема через переселення туди біженців з Європи, в пергу чергу, євреїв з нацистської Німеччини та Австрії. Основними центрами прийому іммігрантів повинні були стати острів Баранова та долина Матанушка. Свою неофіційні назву документ отримав на честь замісника міністра внутрішніх справ Гарі Слатері.
Заселення Аляски єврейськими іммігрантами було вперше запропоновано міністром внутрішніх справ США Гарольдом Ікесом у 1938 році, через два тижні після подій «Кришталевої ночі». Потрібний законопроєкт був підготовлений сенатором Вільямом Кінгом від штату Юта і конгресменом Френком Хевнером від Каліфорнії. Ідею заповнення багатою на природні ресурси, але малозаселену Аляску єврейськими іммігрантами Ікес обговорив під час поїздки на Аляску влітку 1938 року. Програма була схвалена містами Пітерсберг, Скагуей та Сьюард. Ікес вважав не враховувати при заселені Аляски загальні міграційні квоти. В підтримку плану був створений «Національний комітет з розвитку Аляски».

### Реакція
План не був підтриманий ні адміністрацією Рузвельта, ні більшістю лідерів єврейських організацій США і не був затверджений в життя.

## Єврейська Автономія в СРСР

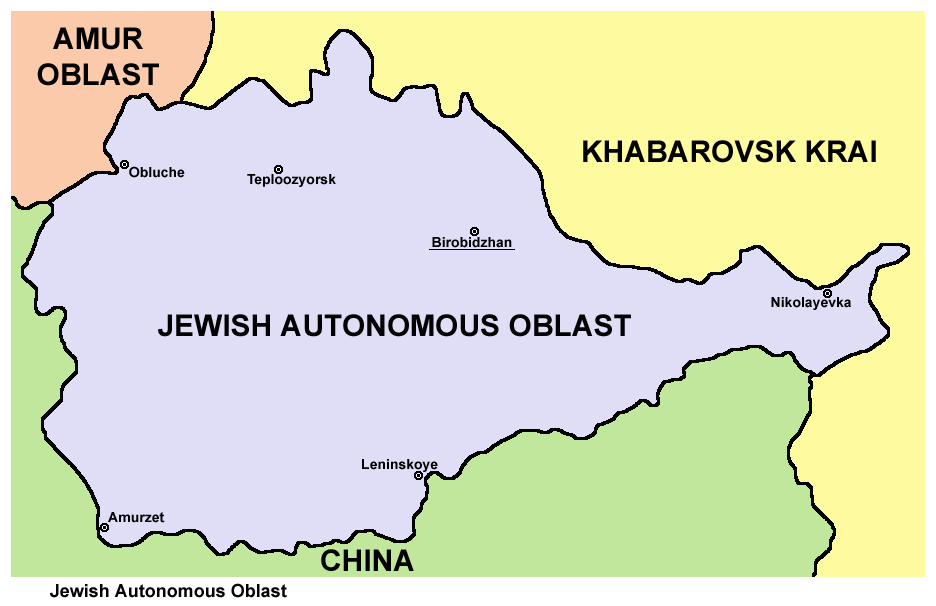
Єврейська автономна область з адміністративним центром в Бірабіджані

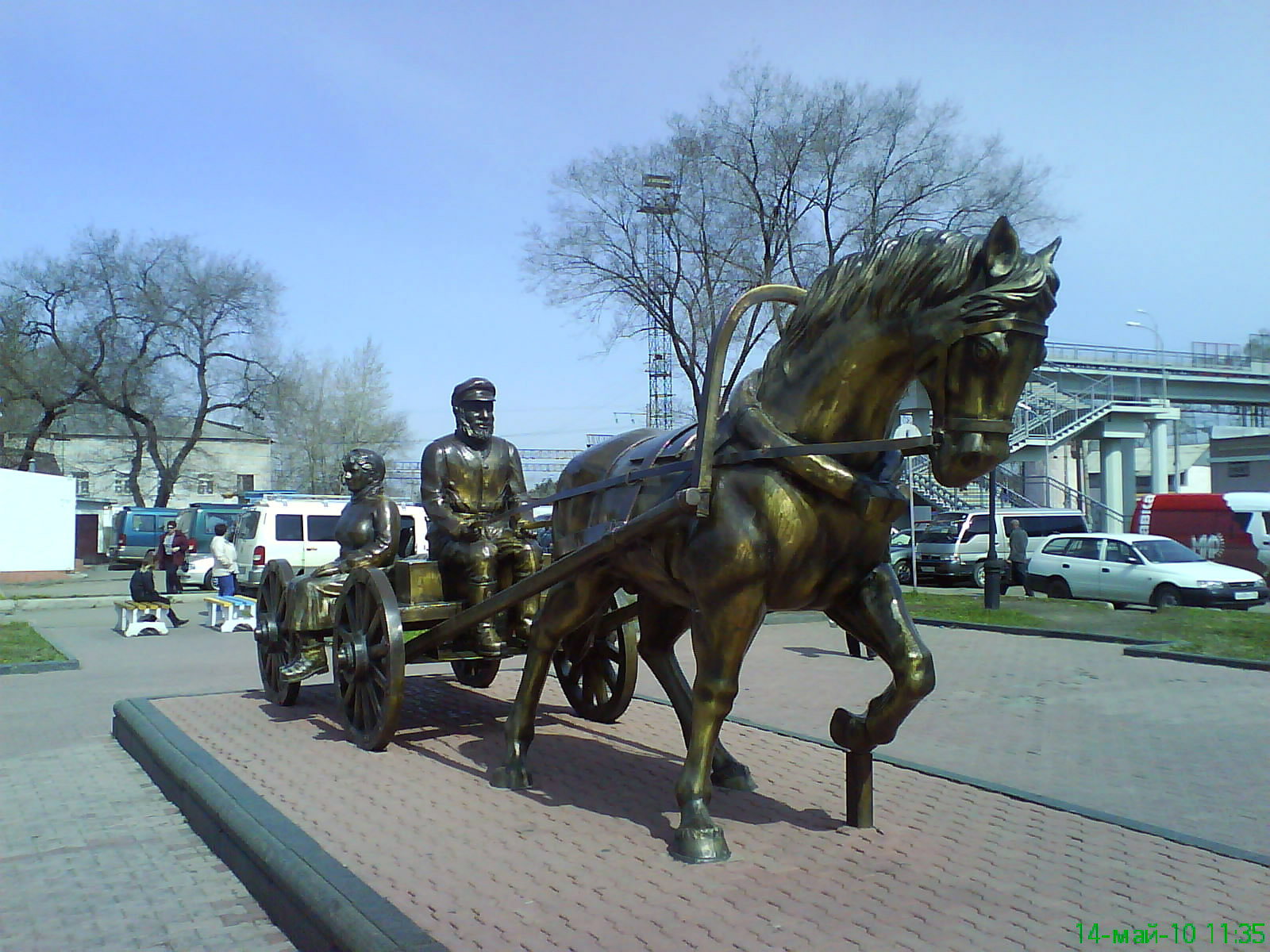
Статуя поселенця на вокзальний станції в Бірабіджані.

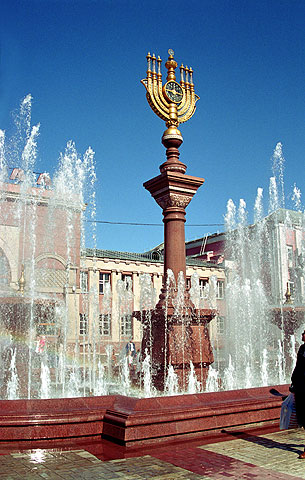
Гігантський Пам'ятник Менорі, який встановлений у одному з дворів Бірабіджану

Єврейська автономна область— (ідиш אויטאנאמע געגנט‏‎) є суб'єктом Російської Федерації, входить до складу Далекосхідного федерального округу. Адміністративний центр— місто Біробіджан.

### Історія
1. Автономію була надана  7 травня 1934 року. Вона мала кордон на півдні з с Китаєм (по річці Амур), на заході— з Амурською областю, на сході  — с Хабаровським краєм. Єврейську адміністративно-територіальну одиницю з офіційним юридичним статусом Комітет по земельному облаштуванню єврейських трудящихся при президіумі ради націоналізації ЦИК СССР (КомЗЕТ) був створений постановою Президіуму ЦИКа від 29 серпня 1924 року з метою заохотити єврейське населення Радянської Росії до праці.
2. В цілі КомЗЕТа також входило співпрацю міжнародних єврейських організацій (в першу чергу, «Джойнтом») і створення і підтримка альтернативи сіонізму. В його підпорядкуванні знаходились єврейські поселенці як в Україні так і в Криму. КОМЗЕТ діяв як і в Білорусі, а також в Узбекистані, Грузії, Дагестані, Азербайджані і на Північному Кавказі. 28 березня 1928 року Президіум ЦИК СССР прийняв постанову «О закреплении за КомЗЕТом для нужд сплошного заселения трудящимися евреями свободных земель и в приамурской полосе Дальневосточного края»— в Біробіджані.

20 серпня 1930 року ЦИК РСФСР прийняв постанову «Об образовании в составе Дальневосточного края Биро-Биджанского национального района».
Постановою ВЦИК від 7 травня 1934 року вказаний національний район, заснований 1930 року, отримав статус Автономної Єврейської національної області. 28 травня 1934 року Михайло Калінін на зустрічі з єврейськими робітниками та інтелігенцією Москви заявив, шо переоблаштування області в республіку— це питання часу що уряд бачить в цьому проєкті національну єврейську державу. Плани створення єврейської республіки були декларовані Сталіним в листопаді 1936 року в промові "Про проєкт Конституції СРСР.
В 2010 році євреї складали менш ніж 1% населення області (1 628 людей). ЕАО— єдиний регіон Російської Федерації, який має статус автономної області та єдиного у світі, крім Ізраїлю.

## Єврейська Автономія в УНР
Одразу після революції 1917 років в УНР утворили спеціальне Міністерство Єврейських справ, яке було найвищим досягненням визнання єврейських прав у період після першої світової на всій території світу.
Міністерство Єврейських Справ— Міністерство Єврейських Справ (Єврейське Національне Секретарство) Української Народної Республіки створено в липні, 1917, в рамках намагань забезпечити автономні права національних меншин, вперше створено в Україні, після отримання автономії від Тимчасового Уряду Росії. Ліквідовано в кінці квітня 1918 року, німецькою окупаційною владою де-факто, але продовжувало функціонувати де-юре і в період Української Держави, з серпня 1918, в формі виконавчого органу Тимчасових Єврейських Національних Зборів, на яких було представлено єврейські партії і організації.
З січня 1918 року Міністерство Єврейських Справ очолював Мойсей Зільберфарб, пізніше міністром в уряді Директорії УНР став Вульф Лацький. Після відставки Лацького, з 26 грудня 1918 по 9 квітня 1919, міністерство очолював Авраам Ревуцький.
Закон «Про національно-персональну автономію» був одним з найпрогресивніших досягнень в справі національних меншин, на території колишньої Російської імперії, що гарантував свободу національно-культурного розвитку всім національним меншинам України. Міністерство Єврейських Справ (Єврейське Національне Секретарство) діяло відповідно до положень цього Закону, відповідало за питання єврейської культури і освіти та організації виборів і громадського єврейського самоуправління на місцях, видавало циркуляри і постанови, що стосувалися його діяльності, видавало посвідчення різним особам, відало статистикою.

## Мадагаскарський план

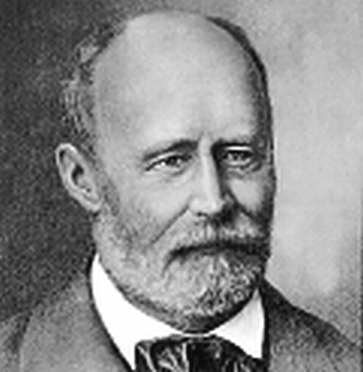
Німецький сходознавець Пауль де Лагард

Мадагаскар розташований біля східного узбережжя Африканського контенту.

План «Мадагаскар» (нім. Madagaskarplan)— план, що розроблявся в Третьому рейху по депортації євреїв з Європи на острів Мадагаскар.

#### Історія
Вперше мову про «очищення» Європи шляхом примусового виселення євреїв на Мадагаскар завів в 1885 році Пауль де Лагард. У 1920-ті роки його пропозицію обговорювали такі антисемітські налаштовані діячі, як Арнольд Ліз. Перемир'я з Францією влітку 1940 року відкрило нацистам можливість вимагати у переможеної держави надання Мадагаскар для створення своєрідного «супергетто».
Головним «мотором» мадагаскарського плану виступав дипломат Франц Радемахер. У своєму меморандумі на ім'я М. Лютера він пропонував змусити повержену Францію дати згоду на еміграцію євреїв на Мадагаскар. Перевага цього рішення, на думку Радемахера, складалася в можливості перетворити євреїв в заручників, щоб в разі необхідності шантажувати їх долею єврейського кола США.
Ініціатива Радемахера мусувалася верхівкою рейху протягом усього літа. В обговоренні брали участь Адольф Гітлер, Генріх Гіммлер,Рейнгард Гейдріх,Йоахім фон Ріббентроп, а також Беніто Муссоліні. Доопрацюванням плану було доручено займатися співробітнику гестапо Адольфу Айхману. У проєкті від 15 серпня він пропонував відповідно до політики чотирирічного плану переселяти в Мадагаскар по мільйону європейських євреїв в рік. Управління колонією Айхман планував передати в руки СС.

## Єврейський територіалізм у масовій культурі
У 2007 році альтернативно-історична детективна історія Спілка єврейських поліцейських зроблена американцями автором якої є Майкл Шабон, натхненний 1939р. доповіддю Слетері у якій ідеться про припущення, що після Другої світової війни тимчасово мова їдиш— для євреїв було створено людське поселення на Алясці в 1941 році, а держава Ізраїль було побудовано незабаром після його створення в 1948 році, це можна вважати територіальною альтернативною історією (хоча письменник не обов'язково поділяє ідеологію територіального руху).